# Slotje van Babyloniënbroek

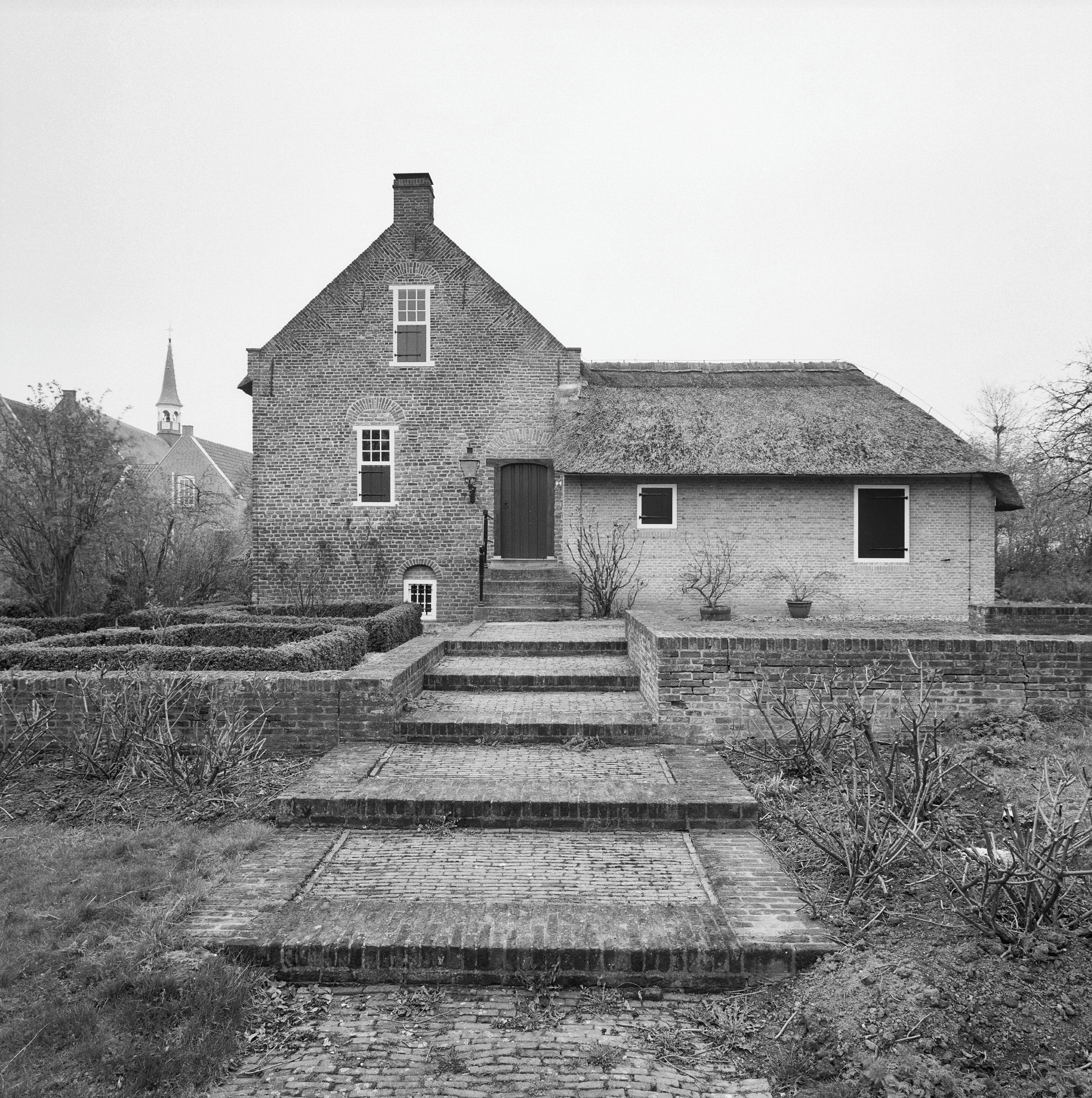
Het Fort of Slotje te Babyloniënbroek

Het Slotje van Babyloniënbroek, ook wel Het Fort genoemd, is een gebouwtje uit 1609 in Babyloniënbroek nabij de Hervormde kerk aldaar.
Er is weinig bekend over de geschiedenis van het gebouwtje, dat een uithof van de Abdij van Berne zou zijn geweest. Wel werd reeds in 1131 melding gemaakt van de villa Babyloniënbroek, die bezit was van de Abdij van Sint-Truiden. In 1400 bezat ook de Abdij van Berne gronden in dit plaatsje. Het gebouwtje zou uit de 2e helft van de 14e eeuw stammen en bezit zijn geweest van Jan van Drongelen, baljuw van het Land van Heusden.
In 1573 werd het, tijdens de Tachtigjarige Oorlog, in brand gestoken en tijdens het Twaalfjarig Bestand, in 1609, werd het herbouwd. De kelder met tongewelf van het oudere gebouw bleef behouden. Het slotje bevat een laatgotische schouw.
In de 18e eeuw werd het pand uitgebreid met een aanbouw. Tot 1955 werd het verpacht en deed het dienst als een boerderijtje. Daarna stond het leeg en raakte in verval. Het werd in 1962 gekocht door particulieren en in 1976 gerestaureerd. Toen is ook de 18e-eeuwse aanbouw weer opgetrokken. Tijdens de werkzaamheden werd 14e-eeuws aardewerk gevonden.